# Fridlispitz
Fridlispitz är en bergstopp i Schweiz.   Den ligger i kantonen Glarus, i den östra delen av landet, 120 km öster om huvudstaden Bern. Toppen på Fridlispitz är 1 624 meter över havet.
Terrängen runt Fridlispitz är huvudsakligen bergig, men norrut är den kuperad. Runt Fridlispitz är det ganska tätbefolkat, med 179 invånare per kvadratkilometer.. Närmaste större samhälle är Jona, 19,4 km nordväst om Fridlispitz. 
I omgivningarna runt Fridlispitz växer i huvudsak blandskog.